# رانسه
رانسه (به فرانسوی: Rancé) یک کمون در فرانسه است که در Canton of Reyrieux واقع شده‌است.

## خصوصیات
رانسه ۹٫۵۳ کیلومترمربع مساحت و ۶۴۳ نفر جمعیت دارد و ۳۰۰ متر بالاتر از سطح دریا واقع شده‌است.